# Kalsdorf bei Graz
Kalsdorf bei Graz è un comune austriaco di 6 182 abitanti nel distretto di Graz-Umgebung, in Stiria; ha lo status di comune mercato (Marktgemeinde).